# Нью-Гемптон (переписна місцевість, Нью-Гемпшир)
Нью-Гемптон (англ. New Hampton) — переписна місцевість (CDP) в США, в окрузі Белкнеп штату Нью-Гемпшир. Населення — 373 особи (2020).

## Географія
Нью-Гемптон розташований за координатами 43°36′31″ пн. ш. 71°39′2″ зх. д. / 43.60861° пн. ш. 71.65056° зх. д. (43.608629, -71.650518).  За даними Бюро перепису населення США в 2010 році переписна місцевість мала площу 3,34 км², з яких 3,29 км² — суходіл та 0,04 км² — водойми.

## Демографія
Згідно з переписом 2010 року, у переписній місцевості мешкала 351 особа в 119 домогосподарствах у складі 85 родин. Густота населення становила 105 осіб/км².  Було 128 помешкань (38/км²).
Расовий склад населення:
| - 98,3 % — білих - 1,1 % — азіатів - 0,3 % — корінних американців |

До двох чи більше рас належало 0,3 %. Частка іспаномовних становила 2,0 % від усіх жителів.
За віковим діапазоном населення розподілялося таким чином: 29,3 % — особи молодші 18 років, 60,2 % — особи у віці 18—64 років, 10,5 % — особи у віці 65 років та старші. Медіана віку мешканця становила 35,6 року. На 100 осіб жіночої статі у переписній місцевості припадало 99,4 чоловіків;  на 100 жінок у віці від 18 років та старших — 92,2 чоловіків також старших 18 років.
Середній дохід на одне домашнє господарство  становив 90 406 доларів США (медіана — 89 632), а середній дохід на одну сім'ю — 96 711 долар (медіана — 88 971). За межею бідності перебувало 9,8 % осіб, у тому числі 0,0 % дітей у віці до 18 років та 33,3 % осіб у віці 65 років та старших.
Цивільне працевлаштоване населення становило 201 особа. Основні галузі зайнятості: освіта, охорона здоров'я та соціальна допомога — 36,3 %, виробництво — 13,4 %, оптова торгівля — 10,4 %, мистецтво, розваги та відпочинок — 10,4 %.